# Shefekli
Shefekli är en ort i Azerbajdzjan.   Den ligger i distriktet Jardymly, i den södra delen av landet, 220 km sydväst om huvudstaden Baku. Shefekli ligger 998 meter över havet och antalet invånare är 1 865.
Terrängen runt Shefekli är huvudsakligen kuperad, men åt sydost är den bergig. Shefekli ligger nere i en dal. Närmaste större samhälle är Yardımlı, 7,4 km öster om Shefekli. 
Omgivningarna runt Shefekli är en mosaik av jordbruksmark och naturlig växtlighet. Runt Shefekli är det ganska tätbefolkat, med 67 invånare per kvadratkilometer.